# Сефієті
Сефієті (груз. სეფიეთი) — село в Грузії.
За даними перепису населення 2014 року в селі проживає 877 осіб.